# Бросок сверху

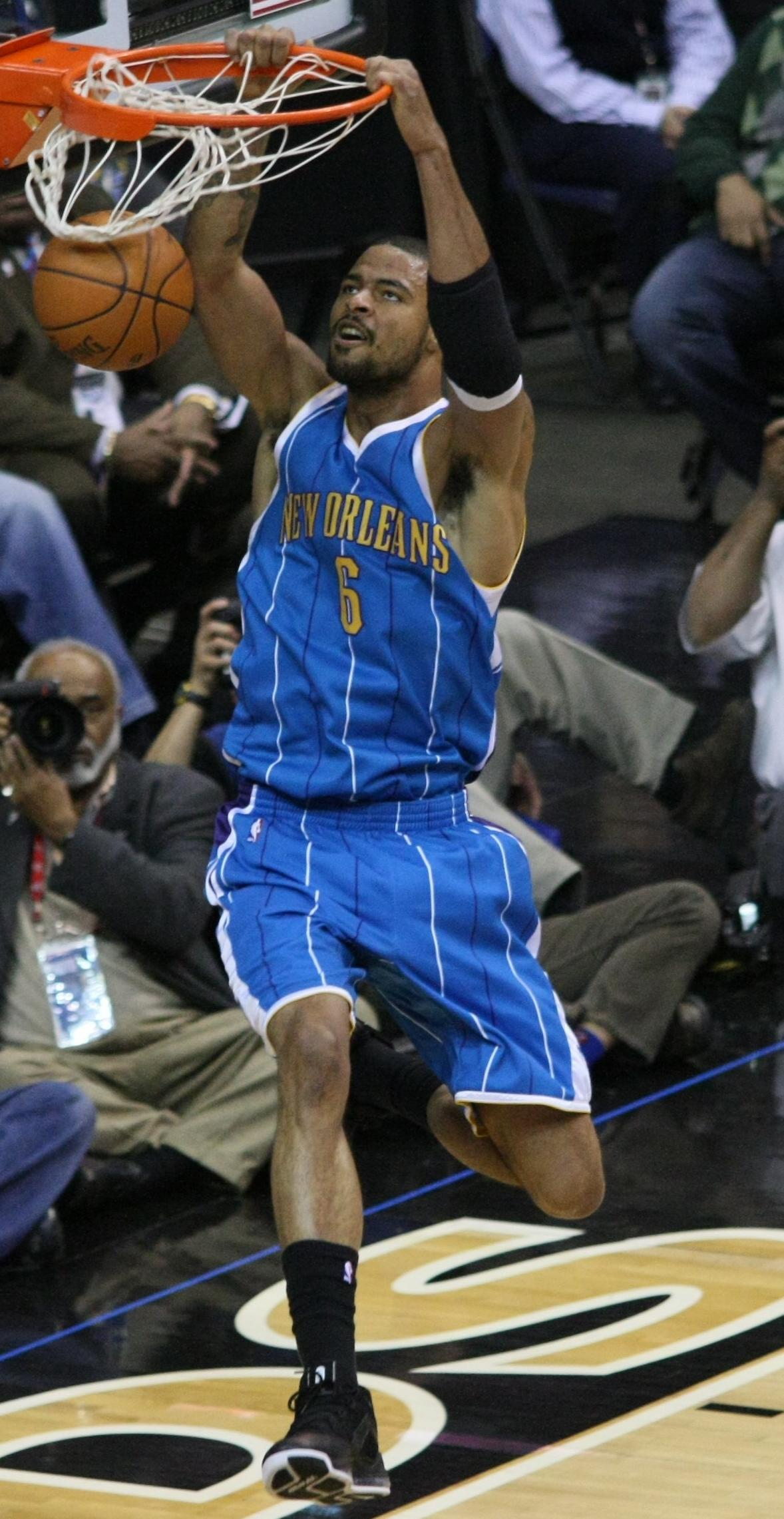
Слэм-данк в исполнении Тайсона Чендлера

Слэм-данк (англ. slam dunk; также dunk, dunk shot, jam, stuff, flush, throw down), бросок сверху — вид забивания в баскетболе (а также стритболе и слэмболе), при котором игрок выпрыгивает вверх и одной или двумя руками бросает мяч сквозь кольцо сверху вниз. Такой бросок оценивается как и обычный — в 2 очка (за исключением слэмбола — в нём слэм-данк засчитывается за 3 очка). Термин «слэм-данк» впервые употребил комментатор «Лос-Анджелес Лейкерс» Фрэнсис Дейл Хирн. До этого бросок называли dunk shot.
Бросок сверху — один из самых надежных бросков и в то же время самый зрелищный. Во время ежегодного Матча всех звёзд НБА проводится отдельный конкурс по броскам сверху. Первый такой конкурс состоялся перед Матчем всех звёзд Американской баскетбольной ассоциации (АБА) 1976 году в Денвере.
С 1967 по 1976 годы броски сверху в студенческой лиге (NCAA) были запрещены. Есть мнение, что это было сделано из-за игрока Лью Алсиндора (ныне известного как Карим Абдул-Джаббар). Слишком велико было его преимущество под кольцом. Этот запрет иногда даже называют «Правило Лью Алсиндора».

## Основные типы данков
- Обычный данк одной или двумя руками (англ. one-handed basic dunk, two-handed basic dunk) — самый простой бросок сверху, который обычно используют невысокие игроки, вроде разыгрывающих, когда прорываются к кольцу: например, Крис Пол из «Хьюстон Рокетс». Прыжок можно совершать и с одной, и с двух ног.

- Томагавк одной рукой (англ. one-handed tomahawk) — один из самых зрелищных слэм-данков, особенно если исполняется невысоким и высоко прыгающим игроком. Игрок прыгает с двух ног, заводит мяч за голову правой (или левой) рукой и подгибает ноги в коленях, из-за чего создается впечатление полета. Неоднократно исполнялся Майклом Джорданом, Леброном Джеймсом, Стивом Фрэнсисом, Алленом Айверсоном, Коби Брайантом и на Slam Dunk Contest 2007 года Нэйтом Робинсоном.

- Томагавк двумя руками (англ. two-handed tomahawk) — данк несколько сложнее предыдущего; во время его выполнения игрок двумя руками заводит мяч за голову, а затем резко кладет в кольцо. Томагавк был одним из любимых данков Лэтрелла Спрюэлла, также его часто можно увидеть в исполнении Деррика Роуза.

- Обратный данк или данк на 180° (англ. reverse jam) — то же самое, что и обычный данк двумя руками, только игрок прыгает спиной к кольцу. Несмотря на кажущуюся простоту исполнения, его не так просто исполнить из-под кольца стоя на месте, без разбега.

- Мельница (англ. windmill) — непростой по исполнению данк, изобретённый Домиником Уилкинсом, но тот, кто может его исполнить, заслуженно считается отличным данкером (англ. highflyer). После отталкивания с двух ног, мяч проносится по окружности, перпендикулярно полу. После того как Уилкинс завершил карьеру, в НБА «мельницу» можно было увидеть нечасто, но с приходом в лигу в 1998 году Винса Картера этот данк получил очень широкое распространение среди баскетболистов и стритболлеров. Также часто его исполняли Коби Брайант, Джош Смит, Джей Ар Смит, Десмонд Мэйсон и Леброн Джеймс (причём отталкиваясь с одной ноги).

- Аллей-уп (англ. alley-oop) — данк с передачи другого человека. В зависимости от способностей игрока и ситуации на площадке может включать в себя все другие типы данков от обычных до мельниц и 360.

- Селф-уп (англ. self alley-oop) — бросок сверху после наброса самому себе (может включать в себя разные варианты исполнения, как и аллей-уп). Часто встречается на различных соревнованиях по броскам сверху, очень редко — в играх НБА. Селф-уп можно было увидеть в исполнении Трэйси Макгрэди, когда тот выступал за «Орландо Мэджик».
- 360 (англ. three-sixty) — данк после оборота игрока на 360°.

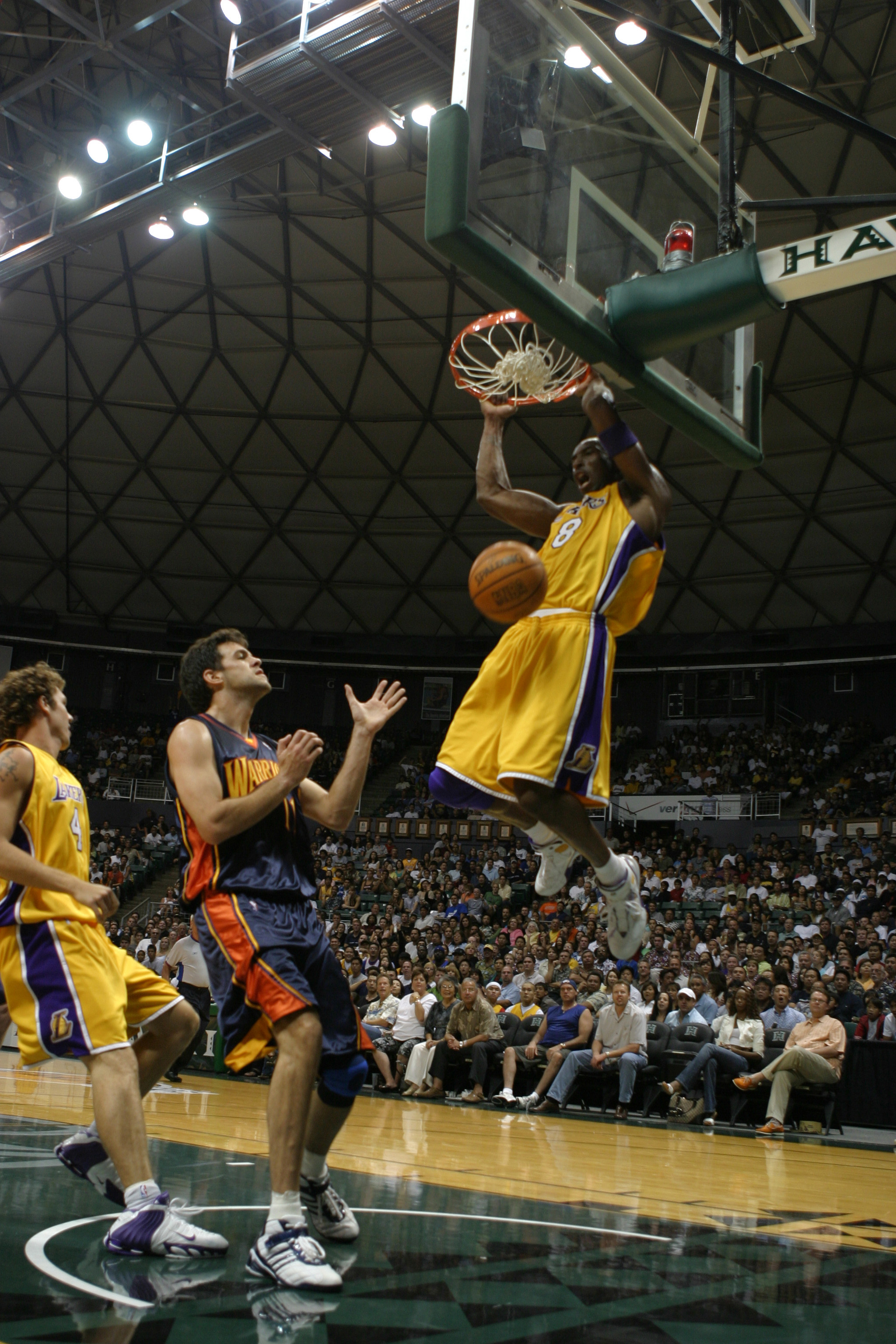
Kobe Bryant

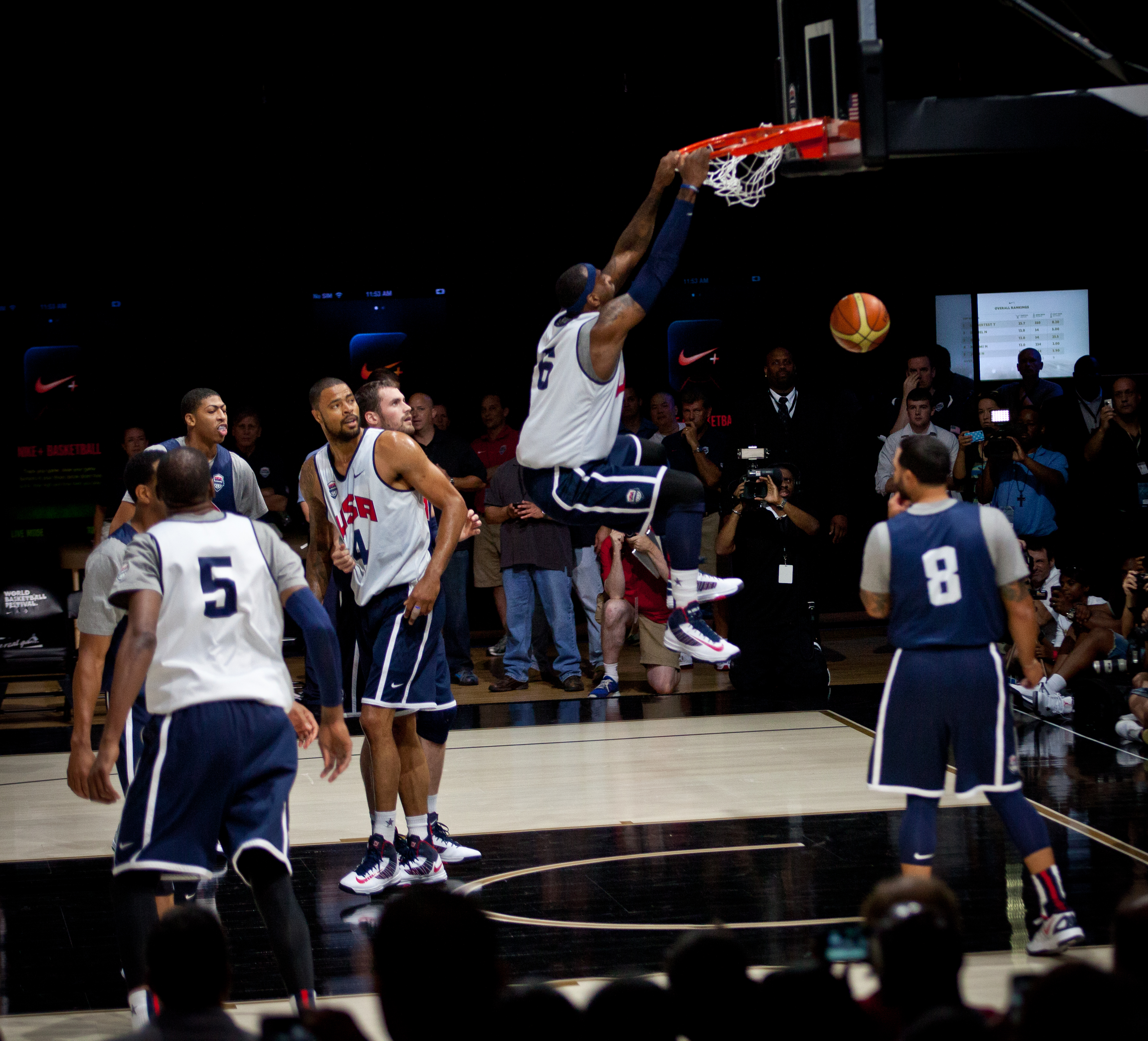
LeBron James 2012.

- Из-за спины (англ. behind the back) — баскетболист перекладывает мяч из одной руки в другую за спиной. Выполнен Андре Игудалой на Slam Dunk Contest 2006 года и Джей Ар Смитом на Slam Dunk Contest 2005 года.

- Крэдл (англ. cradle, rock the cradle «колыбель») — данк Майкла Джордана, исполненный им на Slam Dunk Contest 1985 года, и неоднократно — во время матчей НБА. Этот бросок сверху похож на «мельницу», но в отличие от неё, при исполнении этого данка игрок делает круговое движение в другом направлении.

- Между ног (англ. between the legs) — один из самых трудных бросков сверху, единственный раз в игре НБА был выполнен Рикки Дэвисом. До этого на соревнованиях по броскам сверху — Айзея Райдер, Коби Брайантом в 1997 году, Винсом Картером в 2000 году (с отскоком от пола, с помощью своего двоюродного брата Трэйси Макгрэди). Джеральд Грин исполнил этот данк на Slam Dunk Contest 2008.

- Даблпамп (англ. doublepump) — очень эффектный и сложный бросок сверху, который можно выполнять в двух вариантах: обычном и с разворотом на 180° (то есть спиной вперёд). Исполнение первого варианта может быть обусловлено игровой ситуацией, когда игрок прижимает мяч к телу, что избежать блока, а затем, пролетев мимо блокирующего, кладёт его в кольцо. Из игроков НБА большое число этих бросков сверху можно увидеть у Леброна Джеймса и Рикки Дэвиса[англ.].
- Со штрафной линии (англ. from the free-throw line) — игрок выпрыгивает со штрафной линии, находящейся в 4,5 метрах от кольца. Часто исполнялся на Slam Dunk Contest, реже — в играх НБА, например, Винсом Картером.

- По локоть в кольцо (англ. elbow dunk) — игрок прыгает с двух ног, как при обычном данке, но вдобавок просовывает руку по локоть в кольцо. Также бросок является довольно опасным, потому что рука может застрять в кольце. Самый известный данк этого типа — исполненный Винсом Картером на NBA Slam Dunk Contest 2000; в 1998 году на показательном выступлении в манильском супермаркете его сделал и Коби Брайант во время турне на Филиппинах. Также этот данк исполнил Блейк Гриффин в Slam Dunk Contest 2011.
- По плечо в кольцо (англ. shoulder dunk) — данк похож на предыдущий, но рука после броска заходит в кольцо вплоть до подмышки. Этот бросок ещё травмоопаснее, чем предыдущий.
- Двойная мельница (англ. double windmill) — данк аналогичен обычной мельнице, но мяч проворачивается в вертикальной плоскости дважды. Исполнен Кадуром Зиани (основатель французской шоу-команды данкеров Slamnation) на одном из показательных выступлений.
- Мельница с оборотом на 360° (англ. three-sixty windmill) — комбинация двух бросков сверху. Стал популярным после исполнения этого данка Винсом Картером на NBA Slam Dunk Contest в 2000 году.
- Между ног с оборотом на 360° (англ. three-sixty between the legs) — комбинация бросков «между ног» и «360°».
- Мельница со штрафной линии (англ. windmill from the free-throw line) — комбинация двух бросков сверху. Сложный данк, исполненный Джеймсом Уайтом на NCAA Slam Dunk Contest в 2006 году. Повторен Заком Лавином на Slam Dunk Contest в 2016 году.
- Под ногой со штрафной линии (англ. rider dunk from the free-throw line) — комбинация двух бросков сверху. Уникальный данк, исполненный Джеймсом Уайтом во время одного из показательных выступлений. Повторен Заком ЛаВином на Slam Dunk Contest в 2016 году.
- 540° (англ. five-forty) — данк после оборота игрока на 540°. Один из сложнейших бросков, предполагает отталкивание лицом к кольцу, полтора оборота в воздухе и данк спиной к кольцу (как при reverse slam). Является «коронным данком» Террела Корноэ (он же TDub), участника шоу-команды данкеров TFB.
- 720° (англ. seven-twenty) — данк после оборота игрока на 720°. Уникальный данк, выполненный Турианом Фонтейном на AND1 Mixtape Tour в Хьюстоне в 2006 году[1].

## Выдающиеся броски сверху
Уилт Чемберлен в 1950-е годы забивал в кольцо, подвешенное на высоте 12 футов (более 360 см). Майкл Уилсон (бывший игрок «Гарлем Глоубтроттерс» и Университета Мемфиса) повторил это 1 апреля 2000. Сейчас рекорд принадлежит Уйэну Кларку, забившему стандартным мячом в кольцо, расположенное на высоте 12 футов 1 дюйм (368 см).
Винс Картер на Олимпийских играх 2000 года забил мяч сверху, перепрыгнув через французского центрового Фредерика Вейса ростом 218 см. Французские СМИ назвали это «смертельным данком» («le dunk de la mort»). Картер так же впервые исполнил бросок «Honey Dip» («Обмакни в мед») на конкурсе в 2000 году, когда после броска он повис на кольце, зацепившись за него локтевым сгибом.
Клайд Дрекслер, Майкл Джордан и Скотти Пиппен забивали мяч сверху, оттолкнувшись из-за линии штрафного броска, которая расположена в 15 футах (4,57 м) от кольца. В отличие от других Уилт Чемберлен делал это после короткого разбега в пределах круга, из которого выполняется штрафной бросок.
Спад Уэбб ростом 170 см победил Доминика Уилкинса в 1986 году. Майкл Джордан выполнял так называемый «наклонный» бросок, наклоняясь в прыжке под углом к земле. Зрители TNT назвали это бросок «лучшим броском всех времен», поставив его выше броска Винса Картера, когда он в прыжке пронес мяч под ногой.
На конкурсе 2008 Дуайт Ховард выполнил «бросок Супермена». Он надел костюм Супермена и повязал плащ. Джамир Нельсон выбросил мяч из-за щита, и Ховард в одном прыжке поймал и забил мяч в кольцо. Разгорелись споры, засчитывать ли этот бросок. Противники говорили, что его руки в момент броска не были над кольцом, а защитники — что его руки были выше кольца. Ховард попросил поднять кольцо на 12 футов (365 см), но организаторы конкурса отказались, сославшись на то, что конкурс должен проходить в обычных игровых условиях.